# Арекипа
Арекипа (шп. Arequipa) је главни и највећи град истоимене провинције и региона на југу Перуа. То је правна престоница земље, јер је у граду смештен Уставни суд Перуа. Са око 978.000 становника (процена из 2012), Арекипа је други највећи град Перуа после Лиме. 
Град је основао Педро Ансурес де Кампо Редондо, емисар конкистадора дон Франсиска Пизара 15. августа 1540. Прво име града било је Villa Hermosa de Nuestra Señora de la Asunción. Краљ Карло V је декретом од 22. септембра 1541. наредио да се град преименује у Арекипа. 
Арекипа је позната као „Бели град“ (шп. Ciudad blanca). Њен историјски центар је проглашен за културну баштину човечанства УНЕСКОа. 